# 문적원
문적원(文籍院)은 발해의 관서이다.

## 개요
책과 문서 등의 관리 및 비문·묘지·축문(祝文)·제문(祭文)와 외교문서 등의 작성 업무를 맡았다.
장은 감(監)이며 그 밑에 영(令)이 있었다. 그 밖에 술작랑(述作郎)이라는 직명도 보인다.
문적원에는 당시 학식 있고 문장이 뛰어난 이들이 복무하였다. 그래서 때로는 외국에 보내는 사절로 문적원 소속의 관인이 종종 파견되었다.
819년(건흥 2) 문적원 술작랑인 이승영(李承英)은 일본에 파견된 사절단의 대표였다. 배정(裵頲)은 882년(대현석 11) 문적원 소감(文籍院小監)으로, 그리고 894년(대위해 1) 문적원감(文籍院監)으로, 배구(裵璆)는 908년(대인전 2) 문적원소감으로 각각 사절단의 대표가 되어 일본에 갔다.
이들은 높은 학식과 문장으로 당시 일본의 관인들과 깊이 교유하였다. 그에 관한 시가 오늘날까지 남아 전한다. 문적원 소감은 영과 동일한 직으로 여겨진다.